# 先蚕祠
先蚕祠俗称“蚕花殿”，位于江苏省苏州市吴江区盛泽镇蚕花路。

## 历史
祭祀丝业祖师轩辕、神农和嫘祖的公祠，1840年由盛泽丝业商人公建，有正殿、戏楼、议事厅等，丝业公所曾设此。
2013年列为全国重点文物保护单位。